# Ставкирка
Ставкирка е тип църковна сграда, характерна за средновековната архитектура на Северна Европа.
Ставкирка имат дървена конструкция с масивни колони и обикновено двускатен покрив. Широко разпространени през Средновековието в цяла Скандинавия (броят им по това време се оценява на няколко хиляди), повечето от тези сгради са унищожени с времето. Почти всички запазени до наши дни се намират в Норвегия.